# سام كوش
سام كوش (بالإنجليزية: Sam Koch)‏ هو لاعب كرة قدم أمريكية أمريكي، ولد في 13 أغسطس 1982 في يورك في الولايات المتحدة.

## وصلات خارجية
- سام كوش على موقع مرجع كرة القدم المحترفة.كوم (الإنجليزية)